# Materiale rotabile della metropolitana di New York

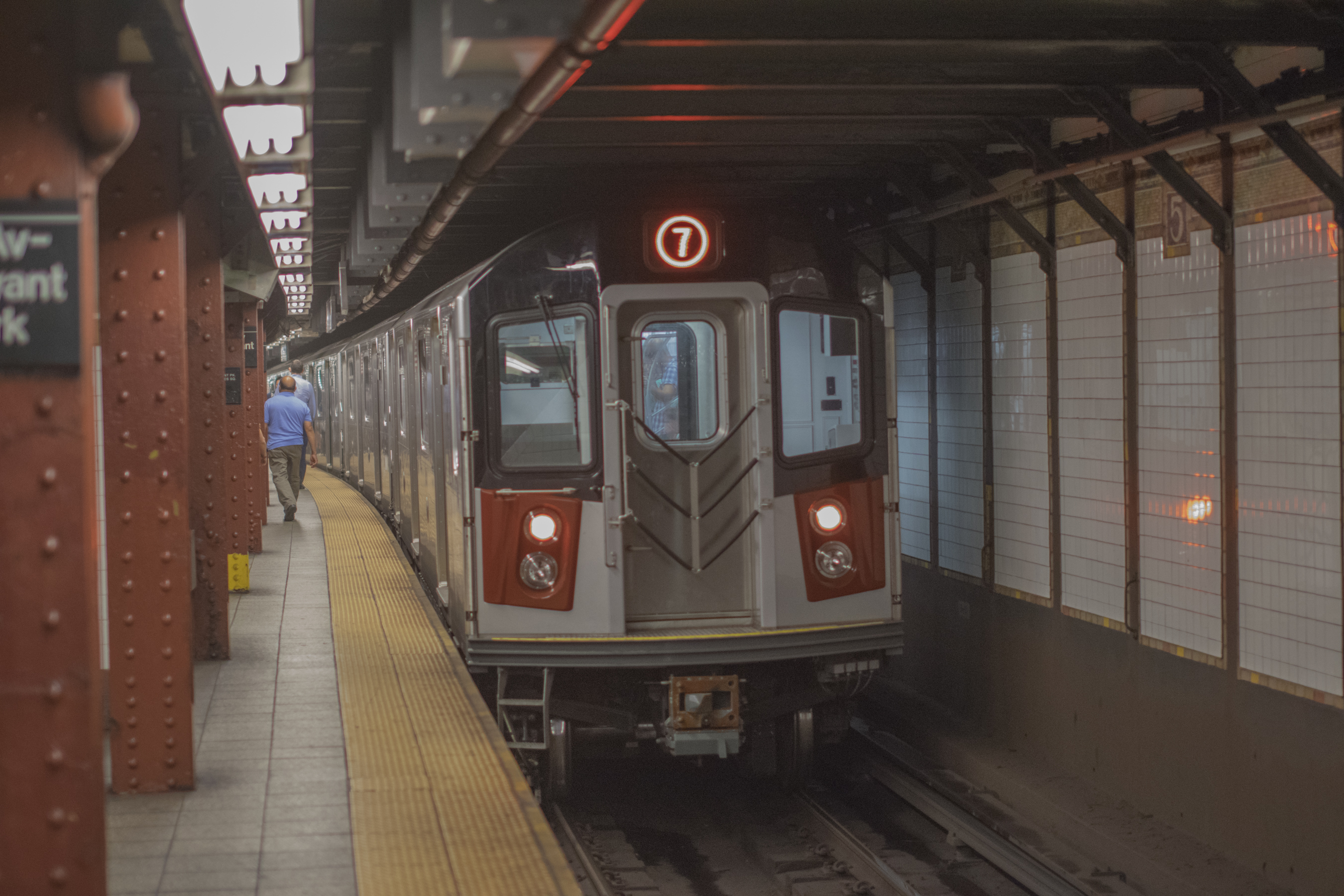
Un treno di R188 in servizio sulla linea 7 presso la stazione Fifth Avenue.

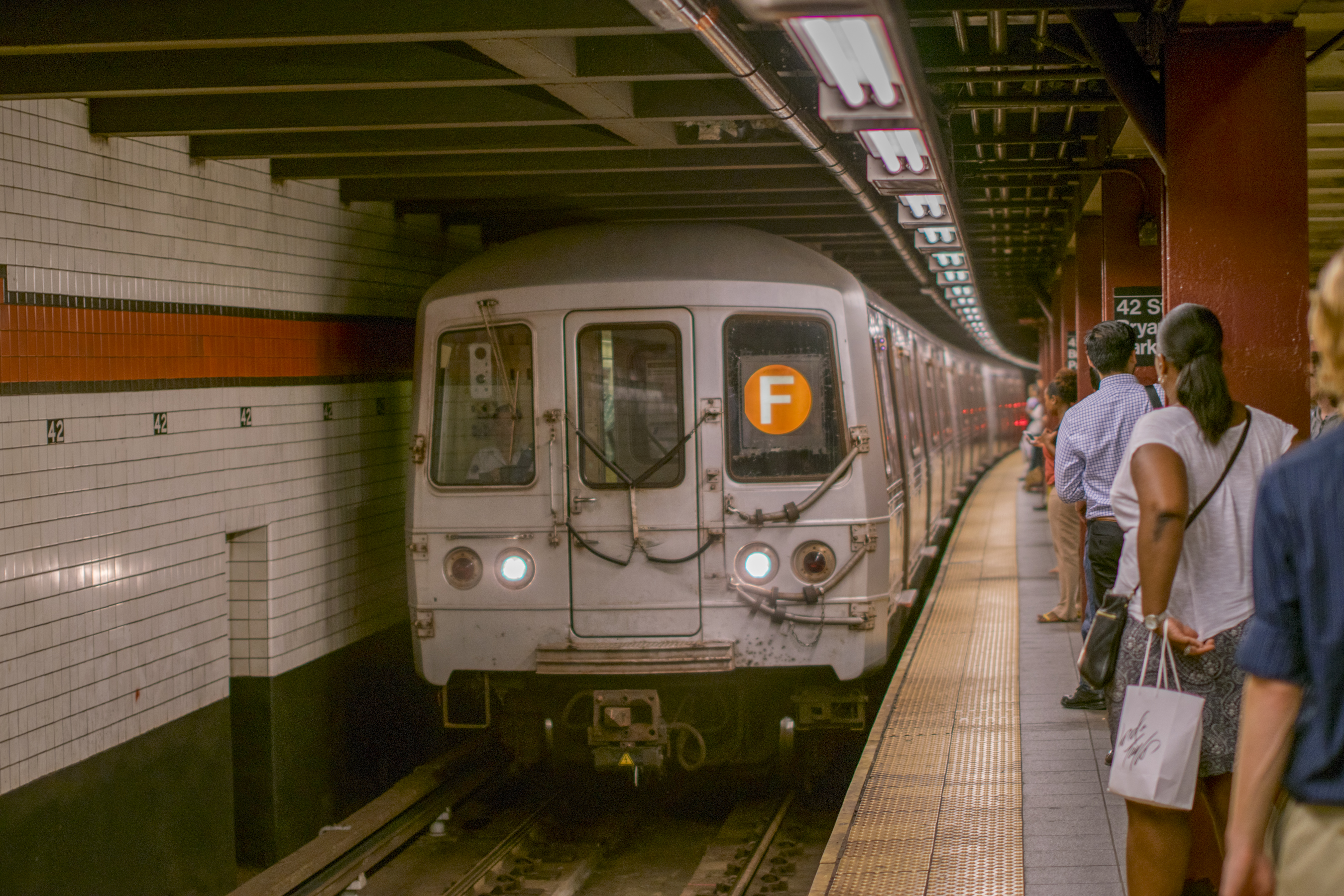
Un treno di R46 in servizio sulla linea F presso 42nd Street-Bryant Park.

Il materiale rotabile della metropolitana di New York, secondo gli ultimi dati del 27 aprile 2020, è costituito da 5 407 carrozze in regolare servizio. Un tipico treno della rete è composto da 8 o 10 carrozze, con alcune eccezioni: la linea 7 usa treni con 11 carrozze, la navetta 42nd Street con 6 carrozze, la linea G e la navetta Rockaway Park con 4 carrozze e la navetta Franklin Avenue con 2 carrozze. Le carrozze della divisione A sono larghe 2,67 m e lunghe 15,54 m, mentre quelle della divisione B sono larghe 3,05 m e lunghe 18,44 o 23,01 m.
Tutto il materiale rotabile della rete usa lo scartamento standard di 1 435 mm ed è alimentato tramite terza rotaia, tuttavia il materiale della divisione A non può essere utilizzato sulla divisione B e viceversa: le linee della divisione A hanno infatti tunnel troppo piccoli e curve troppo strette per accomodare i più larghi treni della divisione B, mentre i treni della divisione A se usati sulle linee della divisione B avrebbero uno spazio tra la banchina e il treno troppo largo e quindi pericoloso per i passeggeri.  

## Parco mezzi attuale
| Nome  | Divisione | Anni di costruzione | Costruttore                     | Immagine | No. carrozze in servizio | Numerazione          | CBTC                         | Utilizzo                               |
| ----- | --------- | ------------------- | ------------------------------- | -------- | ------------------------ | -------------------- | ---------------------------- | -------------------------------------- |
| R46   | B         | 1975–1978           | Pullman                         |          | 748                      | 5482–6207, 6208–6258 | No                           | – 216 – 72 – 144 – 168 – 12            |
| R62   | A         | 1983–1985           | Kawasaki                        |          | 315                      | 1301–1625            | No                           | – 260                                  |
| R62A  | A         | 1984–1987           | Bombardier                      |          | 824                      | 1651–2475            | No                           | – 310 – 370 – 6                        |
| R68   | B         | 1986–1988           | Westinghouse                    |          | 425                      | 2500–2924            | No                           | – 48 – 232 – 52 – 24 – 8 – 4           |
| R68A  | B         | 1988–1989           | Kawasaki                        |          | 200                      | 5001–5200            | No                           | – 152 – 16                             |
| R142  | A         | 1999–2003           | Bombardier                      |          | 1 025                    | 1101–1250, 6301–7180 | Predisposto                  | – 360 – 180 – 350                      |
| R142A | A         | 1999–2004           | Kawasaki                        |          | 220                      | 7591–7810            | Predisposto                  | – 170                                  |
| R143  | B         | 2001–2003           | Kawasaki                        |          | 212                      | 8101–8312            | Si                           | – 176                                  |
| R160  | B         | 2005–2010           | Alstom (R160A) Kawasaki (R160B) |          | 1 662                    | 8313–9974            | Si (1 550) Predisposto (112) | – 88 – 16 – 192 – 260 – 460 – 80 – 310 |
| R188  | A         | 2011–2016           | Kawasaki                        |          | 506                      | 7211–7590, 7811–7936 | Si                           | – 418                                  |
| R179  | B         | 2016–2019           | Bombardier                      |          | 318                      | 3010–3327            | Predisposto                  | – 110 – 72                             |

## Parco mezzi futuro
| Nome | Divisione | Anni di costruzione | Costruttore  | Immagine | No. carrozze previste                              | Numerazione                 | CBTC | Note |
| ---- | --------- | ------------------- | ------------ | -------- | -------------------------------------------------- | --------------------------- | ---- | --- |
| R211 | B         | 2021–2023           | Kawasaki     |          | 535 (ordine base) 1 612 (con gli ordini opzionali) | R211A: 4060–4499 R211T: TBA | Si   | Entrata in servizio delle prime carrozze R211A prevista per l'estate 2022. Rimpiazzeranno tutte le carrozze R46 |
| R262 | A         | 2025–2030           | Da assegnare |          | 504 (ordine base) 1 364 (con gli ordini opzionali) | TBA                         | Si   | Rimpiazzeranno tutte le carrozze R62 e R62A                                                                     |

## Parco mezzi del passato

### Pre-unificazione

#### Flotta IRT

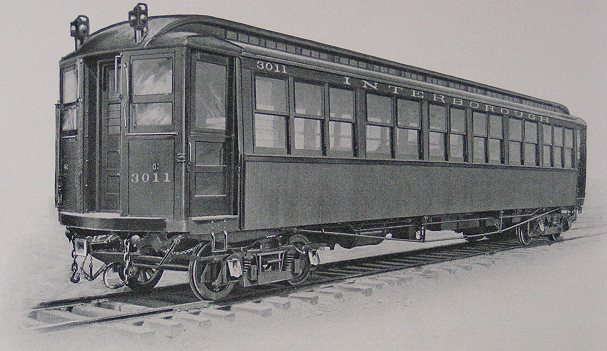
Disegno di una carrozza Composite.

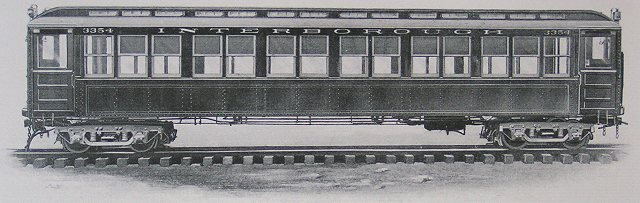
Disegno di una carrozza Gibbs Hi-V.

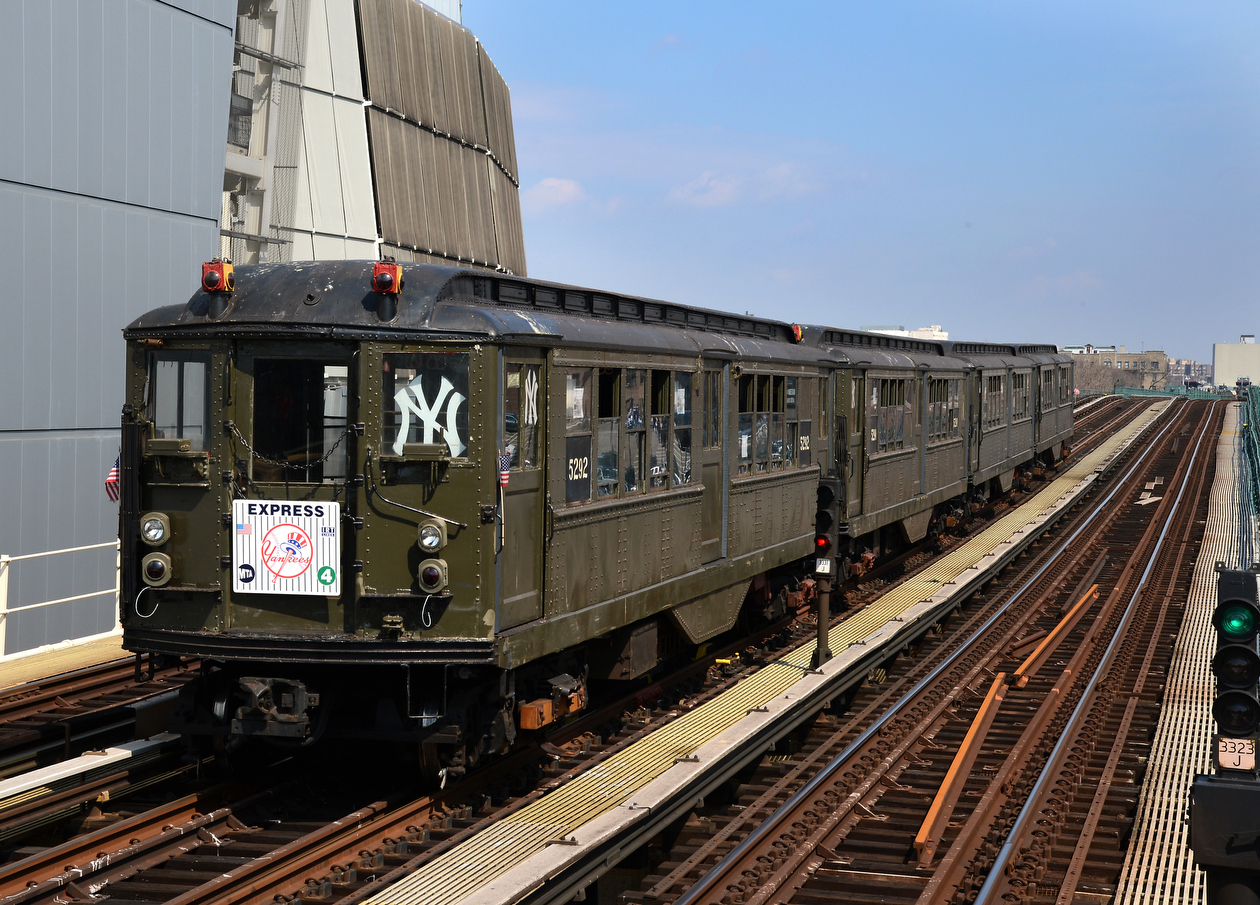
Una carrozza Standard Lo-V durante una corsa speciale in occasione della prima partita della stagione allo Yankee Stadium nel 2013.

| Nome              | Anni di costruzione | Costruttore                                           | No. carrozze prodotte | Numerazione                                | Anno di ritiro |
| ----------------- | ------------------- | ----------------------------------------------------- | --------------------- | ------------------------------------------ | -------------- |
| Composite         | 1903–1904           | Jewett, St. Louis Car, Stephenson, Wason              | 500                   | 2000–2159, 3000–3339                       | 1950           |
| Gibbs Hi-V        | 1904–1905           | American Car & Foundry                                | 300                   | 3350–3649                                  | 1958           |
| Deck Roof Hi-V    | 1907–1908           | American Car & Foundry                                | 50                    | 3650–3699                                  | 1957           |
| Hedley Hi-V       | 1910–1911           | American Car & Foundry, Standard Steel, Pressed Steel | 325                   | ACF: 3700–3809 SS: 3810–3849 PS: 3850–4024 | 1958           |
| Hedley Hi-V       | 1915                | Pullman                                               | 292                   | 4223–4514                                  | 1958           |
| Flivver Lo-V      | 1915                | Pullman                                               | 178                   | 4037–4214                                  | 1962           |
| Steinway Lo-V     | 1915–1916           | Pullman                                               | 113                   | 4025–4036, 4215–4222, 4555–4576, 4700–4770 | 1963           |
| Steinway Lo-V     | 1925                | American Car & Foundry                                | 25                    | 5628–5652                                  | 1969           |
| Standard Lo-V     | 1916–1917           | Pullman                                               | 695                   | 4515–4554, 4577–4699, 4771–5302            | 1964           |
| Standard Lo-V     | 1922                | Pullman                                               | 100                   | 5303–5402                                  | 1969           |
| Standard Lo-V     | 1924–1925           | American Car & Foundry                                | 225                   | 5403–5627                                  | 1964           |
| World's Fair Lo-V | 1938                | St. Louis Car                                         | 50                    | 5653–5702                                  | 1969           |

#### Flotta BMT

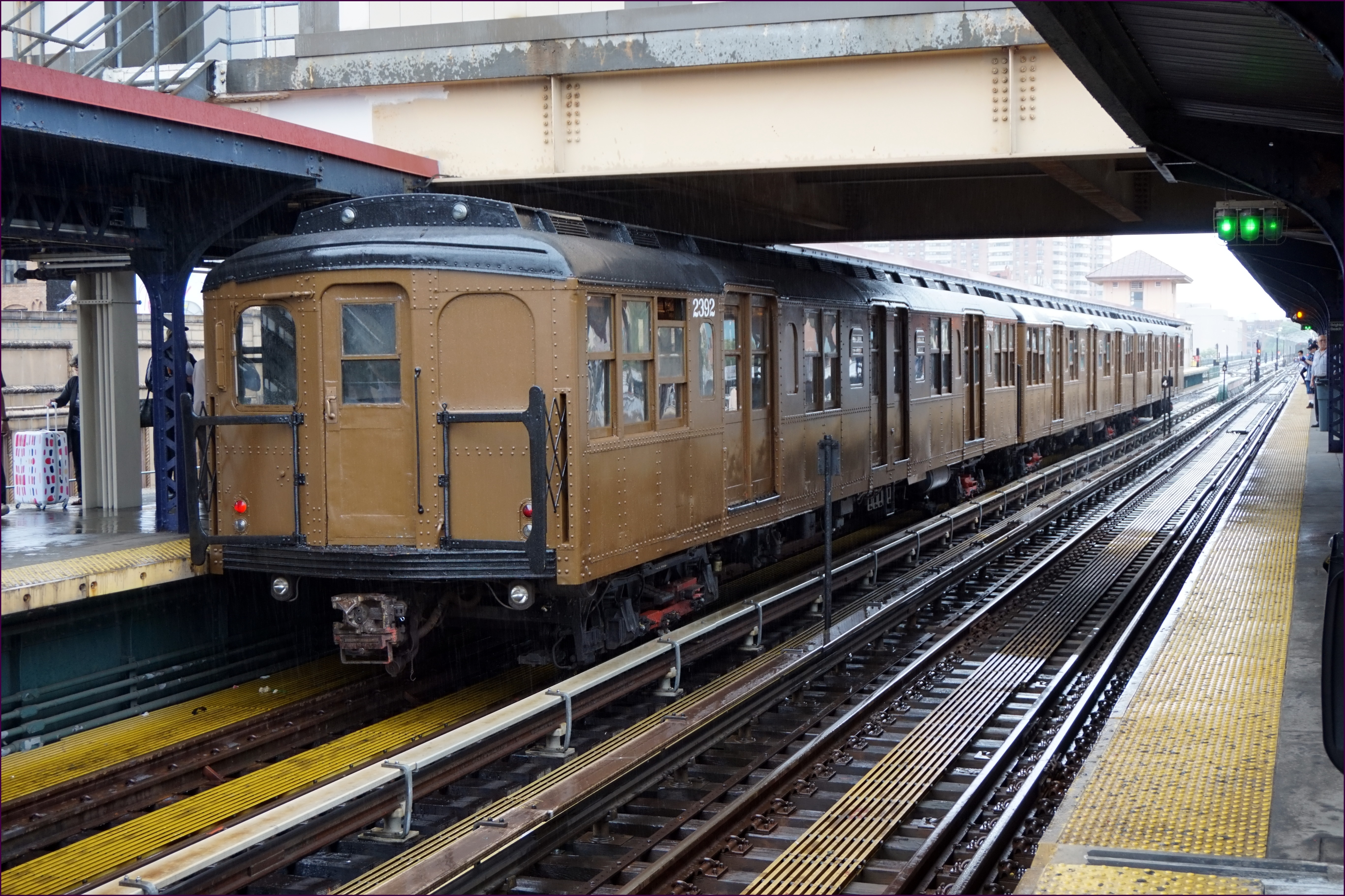
Una AB Standard nel 2015.

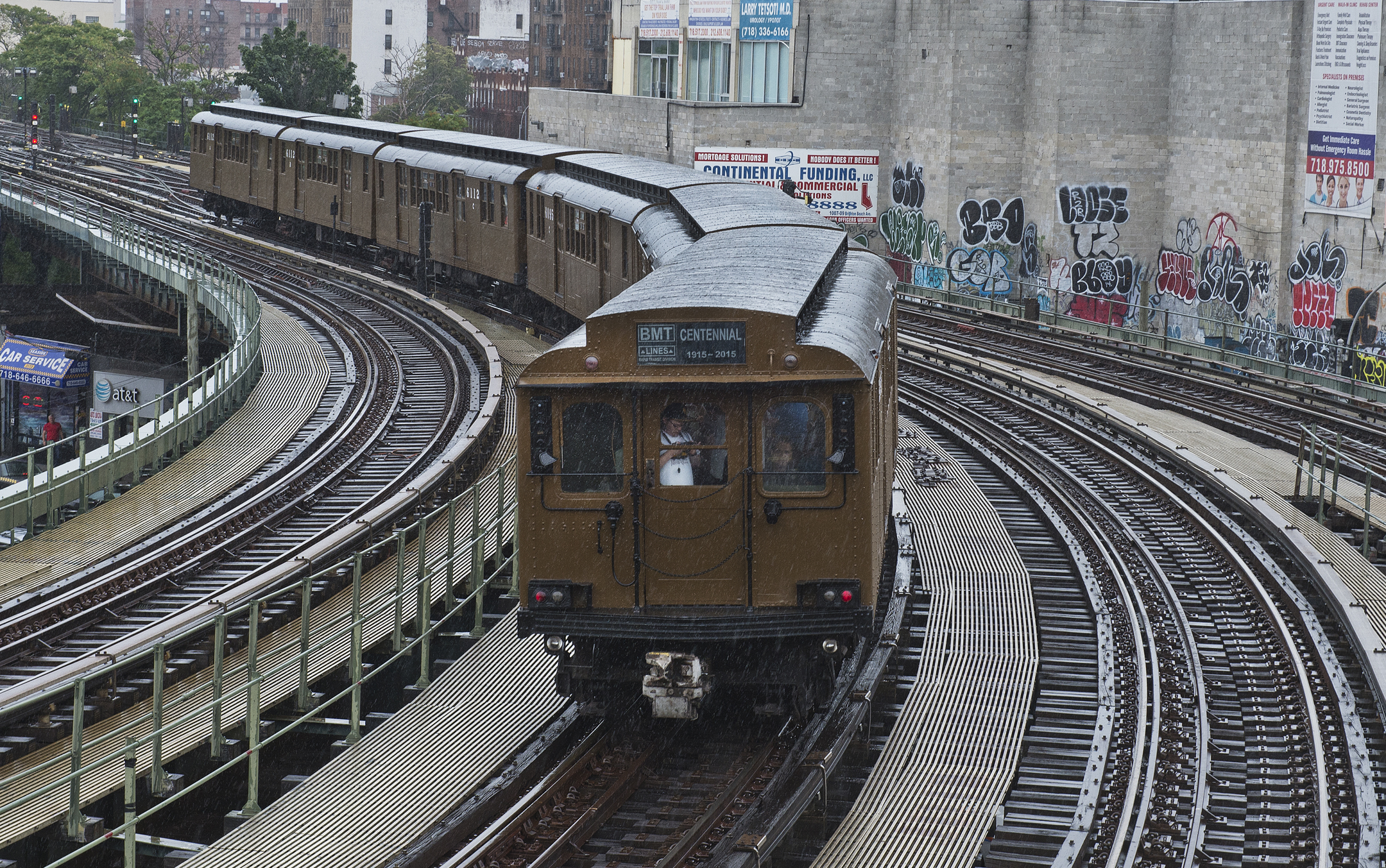
Una D-Type Triplex nel 2015.

| Nome           | Anni di costruzione | Costruttore            | Nº carrozze prodotte | Numerazione | Anno di ritiro |
| -------------- | ------------------- | ---------------------- | -------------------- | ----------- | -------------- |
| AB Standard    | 1914–1919           | American Car & Foundry | 600                  | 2000–2599   | 1969           |
| AB Standard    | 1920–1922           | Pressed Steel          | 300                  | 2600–2899   | 1969           |
| AB Standard    | 1924                | Pressed Steel          | 50                   | 4000–4049   | 1969           |
| ME-1           | 1925–1926           | Standard Steel         | 25                   | 2900–2924   | 1961           |
| D-Type Triplex | 1925–1928           | Pressed Steel          | 121                  | 6000–6120   | 1965           |
| Green Hornet   | 1934                | Pullman                | 1                    | 7003        | 1942           |
| Zephyr         | 1934                | Budd                   | 1                    | 7029        | 1954           |
| Multi          | 1936                | St. Louis Car, Pullman | 25                   | 7004–7028   | 1961           |
| Bluebird       | 1938–1940           | Clark                  | 6                    | 8000–8005   | 1955           |

#### Flotta IND

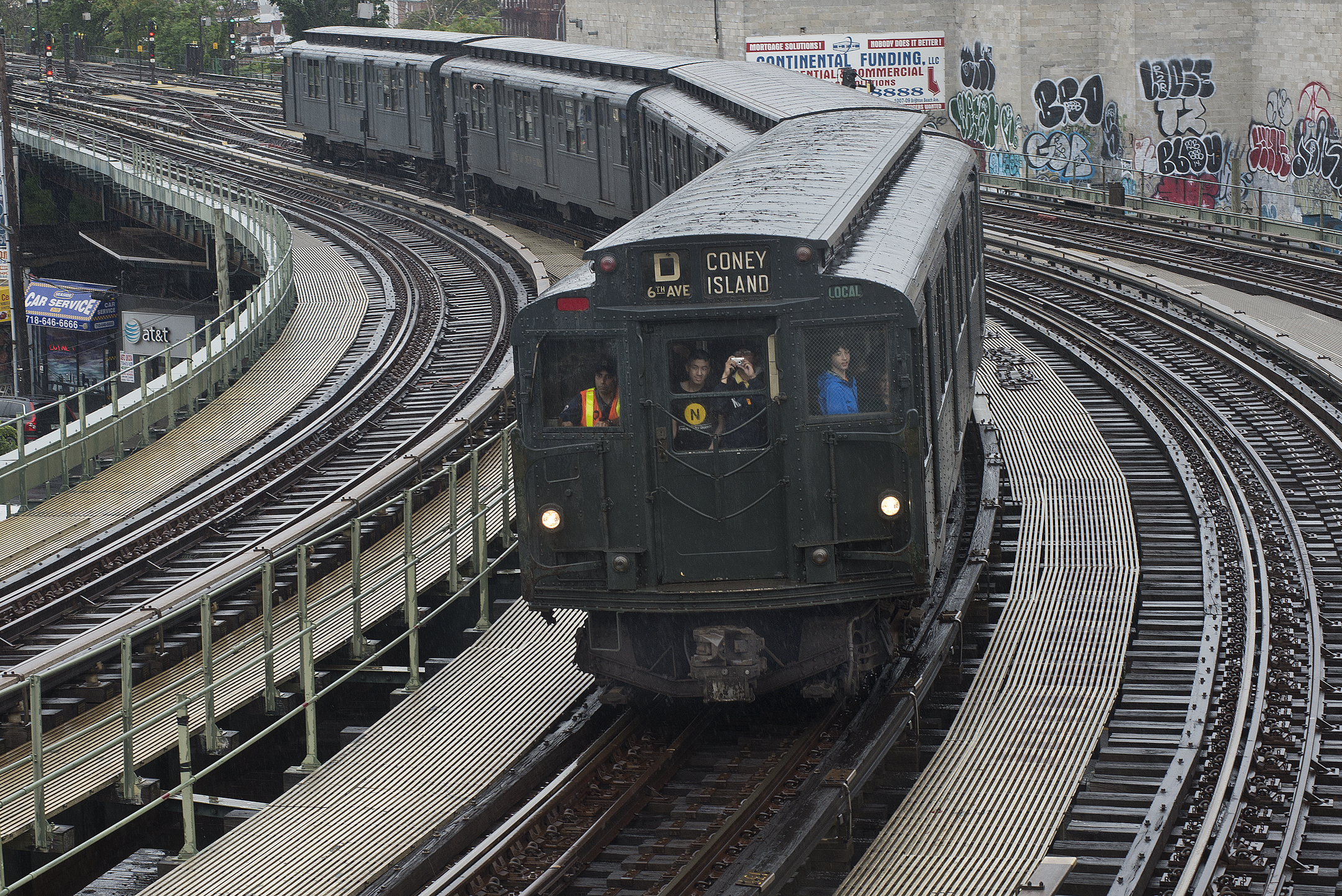
Una carrozza R9 nel 2015.

| Nome | Anni di costruzione | Costruttore                           | No. carrozze prodotte | Numerazione                       | Anno di ritiro |
| ---- | ------------------- | ------------------------------------- | --------------------- | --------------------------------- | -------------- |
| R1   | 1930–1931           | American Car & Foundry                | 300                   | 100–399                           | 1972           |
| R4   | 1932–1933           | American Car & Foundry                | 500                   | 400–899                           | 1972           |
| R6-1 | 1935–1936           | American Car & Foundry                | 250                   | 900–1149                          | 1977           |
| R6-2 | 1936                | Pullman                               | 150                   | 1150–1299                         | 1977           |
| R6-3 | 1936                | Pressed Steel                         | 100                   | 1300–1399                         | 1977           |
| R7   | 1937                | American Car & Foundry, Pullman       | 150                   | ACF: 1300–1399 Pullman: 1475–1549 | 1977           |
| R7A  | 1938                | American Car & Foundry, Pullman       | 100                   | ACF: 1550–1599 Pullman: 1600–1649 | 1977           |
| R9   | 1940                | American Car & Foundry, Pressed Steel | 153                   | ACF: 1650–1701 PS: 1702–1802      | 1977           |

### Post-unificazione
| Nome    | Divisione | Anni di costruzione | Costruttore            | Immagine | No. carrozze prodotte | Numerazione          | Anno di ritiro |
| ------- | --------- | ------------------- | ---------------------- | -------- | --------------------- | -------------------- | -------------- |
| R10     | B         | 1948–1949           | American Car & Foundry |          | 400                   | 1803–1852, 3000–3349 | 1989           |
| R11/R34 | B         | 1949                | Budd                   |          | 10                    | 8010–8019            | 1976           |
| R12     | A         | 1948                | American Car & Foundry |          | 100                   | 5703–5802            | 1981           |
| R14     | A         | 1949                | American Car & Foundry |          | 150                   | 5803–5952            | 1984           |
| R15     | A         | 1950                | American Car & Foundry |          | 100                   | 5953–5999, 6200–6252 | 1984           |
| R16     | B         | 1954–1955           | American Car & Foundry |          | 200                   | 6300–6499            | 1987           |
| R17     | A         | 1954–1956           | St. Louis Car          |          | 400                   | 6500–6899            | 1988           |
| R21     | A         | 1956–1957           | St. Louis Car          |          | 250                   | 7050–7299            | 1987           |
| R22     | A         | 1957–1958           | St. Louis Car          |          | 450                   | 7300–7749            | 1987           |
| R26     | A         | 1959–1960           | American Car & Foundry |          | 110                   | 7750–7859            | 2002           |
| R27     | B         | 1960–1961           | St. Louis Car          |          | 230                   | 8020–8249            | 1989           |
| R28     | A         | 1960–1961           | American Car & Foundry |          | 100                   | 7860–7959            | 2002           |
| R29/R99 | A         | 1962                | St. Louis Car          |          | 236                   | 8570–8805            | 2002           |
| R30     | B         | 1961–1962           | St. Louis Car          |          | 320                   | 8250–8569            | 1993           |
| R32     | B         | 1964–1965           | Budd                   |          | 600                   | 3350–3949            | 2020           |
| R33     | A         | 1962–1963           | St. Louis Car          |          | 500                   | 8806–9305            | 2003           |
| R33S    | A         | 1963                | St. Louis Car          |          | 40                    | 9306–9345            | 2003           |
| R36     | A         | 1963–1964           | St. Louis Car          |          | 424                   | 9346–9769            | 2003           |
| R38     | B         | 1966–1967           | St. Louis Car          |          | 200                   | 3950–4149            | 2009           |
| R40     | B         | 1966–1967           | St. Louis Car          |          | 200                   | 4150–4349            | 2009           |
| R40A    | B         | 1966–1967           | St. Louis Car          |          | 200                   | 4350–4549            | 2009           |
| R42     | B         | 1966–1967           | St. Louis Car          |          | 400                   | 4550–4949            | 2020           |
| R44     | B         | 1966–1967           | St. Louis Car          |          | 288                   | 100–387              | 2010           |
| R110A   | A         | 1992                | Kawasaki               |          | 10                    | 8001–8010            | 1999           |
| R110B   | B         | 1992                | Bombardier             |          | 9                     | 3001–3009            | 2000           |